# Podgora (Šmartno ob Paki, Slovenija)
Podgora je naselje u slovenskoj Općini Šmartnom ob Paki. Podgora se nalazi u pokrajini Štajerskoj i statističkoj regiji Savinjskoj. 

## Stanovništvo
Prema popisu stanovništva iz 2002. godine naselje je imalo 198 stanovnika.